# Герцог Эльхингенский
Герцог Эльхингенский (Герцог д’Эльхинген) (фр. Duc d'Elchingen) — французский аристократический титул. Он был создан 6 июня 1808 года императором Наполеоном для маршала Мишеля Нея (1769—1815).
25 марта 1813 года маршал Ней также получил от Наполеона титул князя Москворецкого.

## История
Название герцогского титула происходит от названия города Эльхинген в курфюршестве Бавария (ныне — земля Бавария, ФРГ), возле которого 14 октября 1805 года произошло сражение, в ходе которого маршал Мишель Ней разгромил 16-тысячную австрийскую армию под командованием генерала графа Йохана фон Риша.
В 1814 году Мишель Ней стал пэром Франции. Он был лишен этого звания после вынесения ему приговора о смертной казни в 1815 году. Герцогский титул был восстановлен для его сына в 1831 году.
25 марта 1813 года император Наполеон пожаловал Мишелю Нею титул князя Москворецкого в награду за его действия во Бородинской битвы 7 сентября 1812 года под Москвой (деревня Бородино под Можайском).
Титул князя Москворецкого должен был перейти к его старшему сыну, Жозефу Нею, а титул герцога Эльхингенского должен был унаследовать его второй сын, Мишель Ней. Первоначально оба титула существовали раздельно, затем в 1928 году они были объединены, а в 1969 году прервались.

## Список герцогов Эльхингенских
- 1808—1815: Мишель Ней (10 января 1769 — 7 декабря 1815), 1-й герцог д’Эльхинген, 1-й князь Москворецкий (1813), маршал Империи[1].
- 1815—1854: Мишель-Луи-Феликс Ней (24 августа 1804 — 14 июля 1854), 2-й герцог д’Эльхинген, второй сын предыдущего[2]. В 1826 году его титул был подтвержден за ним вторично
- 1854—1881: Мишель-Алоис Ней (3 мая 1835 — 23 февраля 1881), 3-й герцог д’Эльхинген, единственный сын предыдущего[3]
- 1881—1933: Шарль Алоис Жан-Габриэль Ней (3 декабря 1873 — 22 октября 1933), 4-й герцог д’Эльхинген, 5-й князь Москворецкий (1928), младший сын предыдущего[4]
- 1933—1969: Мишель Жорж Наполеон Ней (31 октября 1905 — 18 декабря 1969), 5-й герцог д’Эльхинген, 6-й князь Москворецкий, единственный сын предыдущего[5].